# ジョン・ウィルヘルム・ラウントリー
ジョン・ウィルヘルム・ラウントリー（John Wilhelm Rowntree、1868年9月4日 - 1905年3月9日）は、イングランドのチョコレート・菓子製造業者で、クエーカーに属する宗教活動家、改革者。
ラウントリーは、1868年9月4日に、イングランド北部のヨークで、父ジョセフ・ラウントリー（Joseph Rowntree、1836年 – 1925年）とその2人目の妻であった母アントワネット・シーボーン（Antoinette Seebohm、1846年 – 1924年）の間に長男として生まれた。
ラウントリーは、実業家として成功し、既に成功していた家業のチョコレート製造業を大きく成長させた。キリスト友会（クエーカー教会）が、（進化論などの）近代科学への理解や、現代的な聖書批判(biblical criticism)、イエスの教えの社会的意義などを、自らの教義に組み込んむことを可能にしていった過程において、ラウントリーは極めて重要な役割を果たした。ラウントリーはまた、バーミンガム郊外のボーンビルにある、ウッドブルック・クエーカー・スタディ・センターの設立を支援した。
ラウントリーは、1905年3月9日に、ニューヨークで没した。
ラウントリーのひとり息子ロレンス(Lawrence)は、第一次世界大戦で戦死した。ロレンスはもともと、ダンケルク撤退作戦において、クエーカーの救急部隊に志願して参加していたが、後にイギリス陸軍に加わり、1916年9月15日には陸上軍艦クレーム＝ド＝マント(HMLS Creme-de-Menthe)の乗員として最初の戦車作戦に参戦した。その後、野砲部隊に配属され、1917年11月25日にイーペルのサリアン (Salient) 地区で戦死した。

## 著作
- A History of the Adult School Movement (with Henry Bryan Binns). 1903.
- Essays and addresses. 1905.
- The Lay Ministry
- Man's Relation to God, and other addresses ... With life of the author (compiled by S. Elizabeth Robson from the introductions written by Joshua Rowntree to “Essays and Addresses” and “Palestine Notes” 1917)
- Palestine Notes, and other papers ... Edited by Joshua Rowntree.1906.
- Present Day Papers. Vol. 1 edited ... by J. W. Rowntree. (Vol. 2-5, etc., edited by J. W. Rowntree and H. B. Binns.).1898-1902.